# ديانا براونينغ
ديانا براونينغ (بالإنجليزية: Diana Browning)‏ (22 يوليو 1928 - 4 يوليو 2008)؛ كاتِبة وروائية أمريكية.